# Potez XVIII
Potez XVIII (русск. Потез восемнадцать) — французский пассажирский самолёт компании Potez, первая попытка данной фирмы создать пассажирский самолёт для международных авиалиний.

## История
Первый полёт прототипа самолёта состоялся 5 декабря 1922 года. Испытания показали недостаточную мощность двигателей  самолёта и заказов не последовало. Внешним видом самолёт напоминал бомбардировщик времен Первой мировой войны, но имел трехдвигательную силовую установку и широкий фюзеляж для размещения пассажиров.

## Лётные данные
Размах крыла, м: 22,00
Длина, м: 14,80
Площадь крыла, м2: 112,00
Нормальная взлетная масса, кг: 4475
Тип двигателя: Lorraine-Dietrich 8Bd
Мощность, л.с.: 3 × 270
Максимальная скорость, км/ч: 182
Крейсерская скорость, км/ч: 148
Экипаж, чел.: 2
Пассажиры: 12